# San Siro
San Siro, tên chính thức là Sân vận động Giuseppe Meazza (tiếng Ý: Stadio Giuseppe Meazza), là một sân vận động bóng đá ở quận San Siro của Milano, là sân nhà của AC Milan và Inter Milan. Sân có sức chứa 75.923 chỗ ngồi, trở thành một trong những sân vận động lớn nhất ở châu Âu và lớn nhất ở Ý.
Vào ngày 3 tháng 3 năm 1980, sân vận động được đặt tên để vinh danh Giuseppe Meazza, nhà vô địch World Cup hai lần (1934, 1938) đã chơi cho Inter và một thời gian ngắn cho Milan trong những năm 1920, 1930 và 1940 và đã phục vụ hai kỳ với tư cách là người quản lý của Inter.
San Siro là sân vận động loại 4 của UEFA. Sân đã tổ chức ba trận đấu tại Giải vô địch bóng đá thế giới 1934, sáu trận tại Giải vô địch bóng đá thế giới 1990, ba trận tại Giải vô địch bóng đá châu Âu 1980 và bốn trận chung kết Cúp C1 châu Âu/UEFA Champions League, vào các năm 1965, 1970, 2001 và 2016. Sân vận động cũng sẽ tổ chức lễ khai mạc Thế vận hội Mùa đông 2026 của Milano và Cortina d'Ampezzo.

## Lịch sử

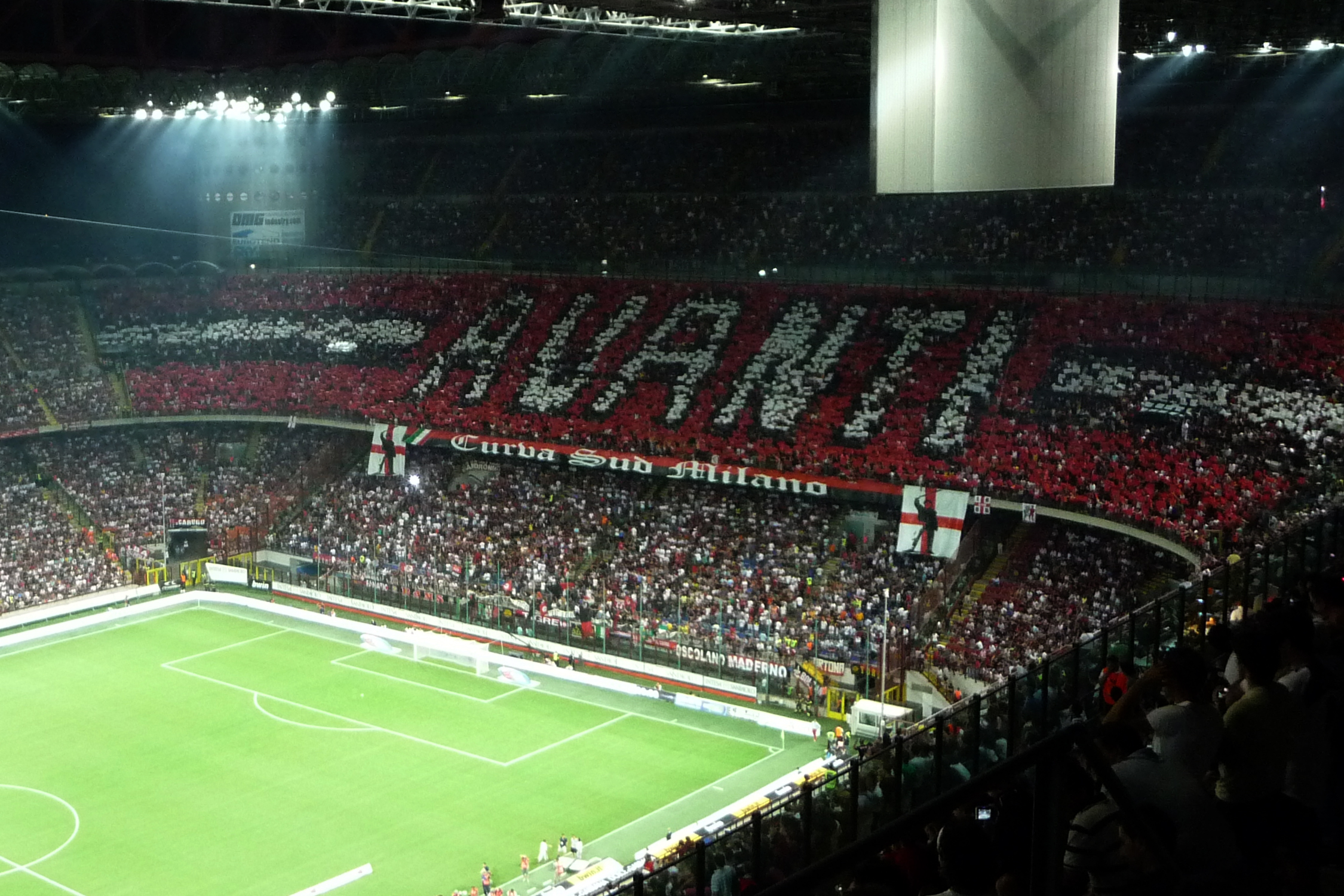
Màn tifo của các cổ động viên A.C. Milan trong trận Derby della Madonnina.

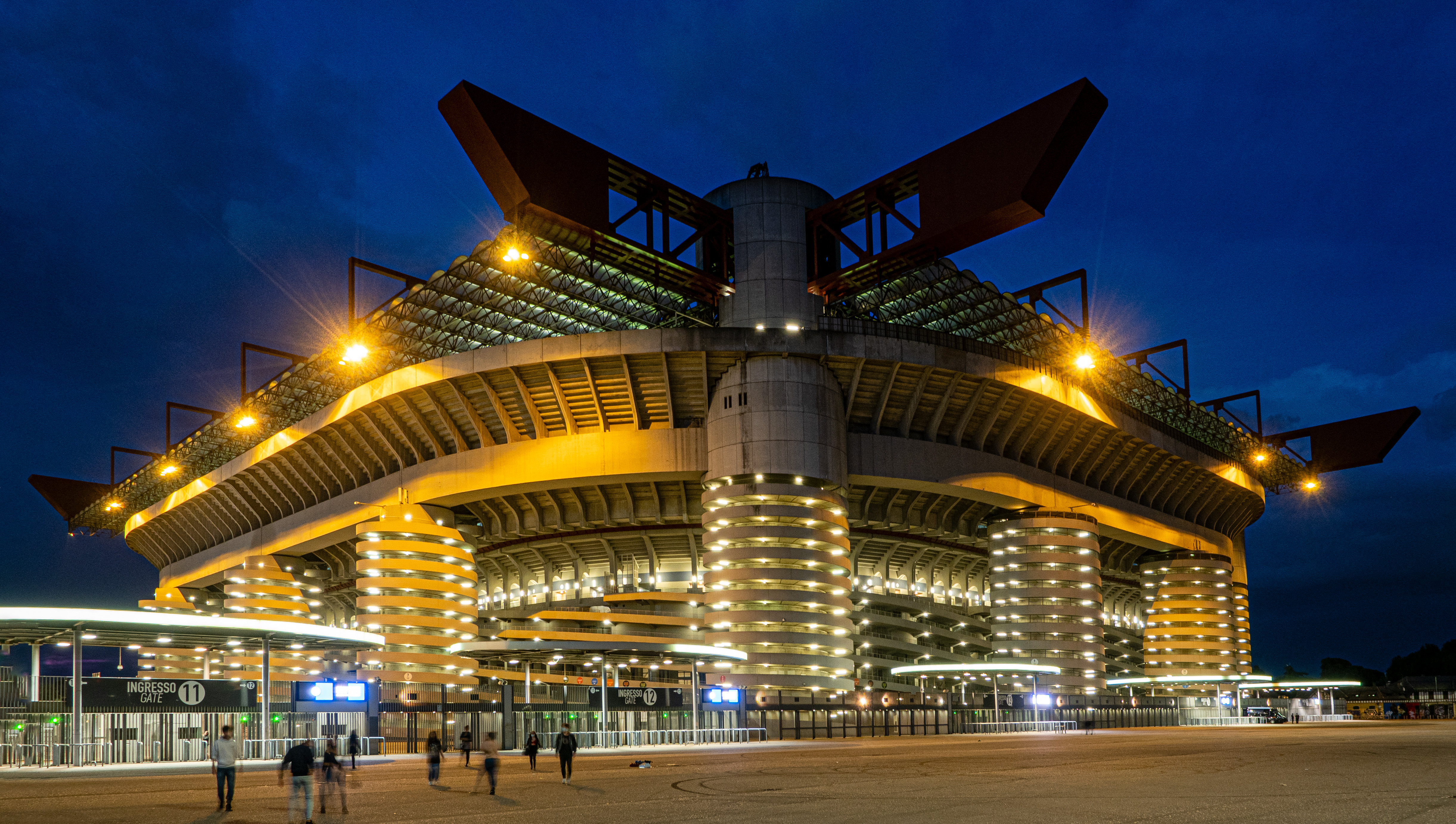
Quang cảnh sân vận động vào ban đêm.

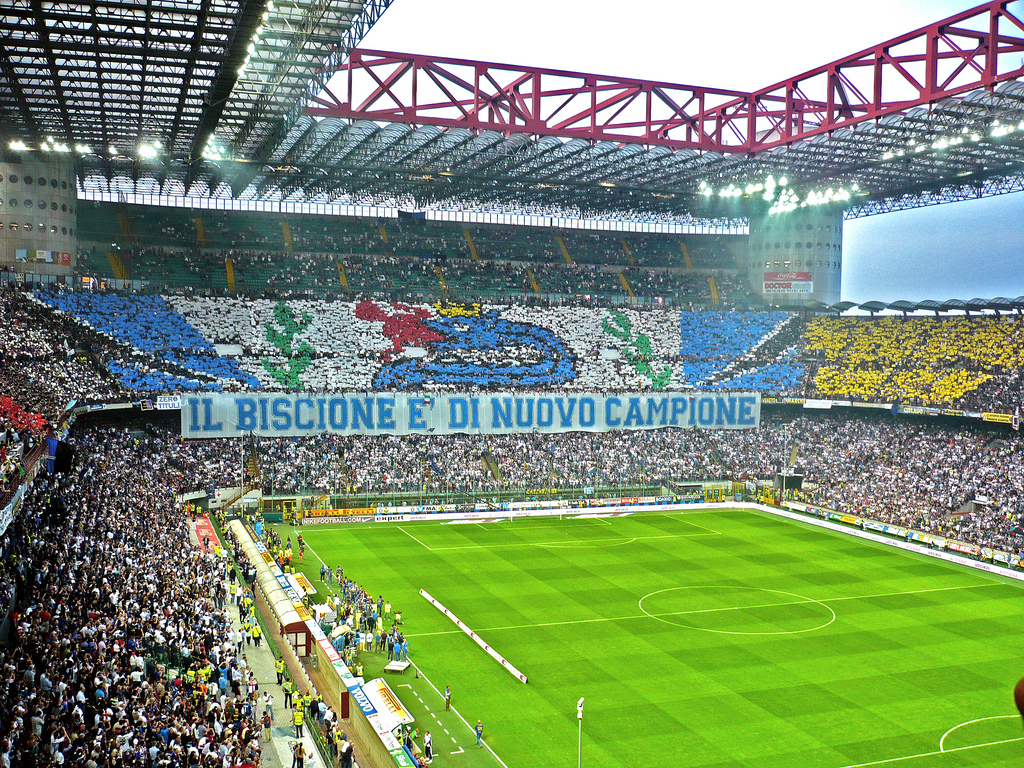
Màn tifo của các cổ động viên Inter Milan trong trận Derby della Madonnina.

Việc xây dựng sân vận động bắt đầu vào năm 1925 tại một quận của Milan có tên là San Siro, với sân vận động mới ban đầu có tên là Nuovo Stadio Calcistico San Siro (Sân vận động bóng đá mới San Siro). Ý tưởng xây dựng một sân vận động ở cùng quận với trường đua ngựa thuộc về chủ tịch của A.C. Milan vào thời điểm đó, Piero Pirelli. Các kiến trúc sư đã thiết kế một sân vận động tư nhân chỉ dành cho bóng đá, không có các đường chạy điền kinh, đặc trưng của các sân vận động Ý được xây dựng bằng công quỹ. Lễ khánh thành vào ngày 19 tháng 9 năm 1926, khi 35.000 khán giả chứng kiến Inter đánh bại Milan 6–3. Ban đầu, sân vận động là sân nhà và tài sản của A.C. Milan. Cuối cùng, vào năm 1947, Inter, người từng chơi ở trung tâm thành phố Arena Civica, trở thành người thuê và cả hai đã chia sẻ sân vận động kể từ đó.
Từ năm 1948 đến năm 1955, các kỹ sư Armando Ronca và Ferruccio Calzolari đã phát triển dự án mở rộng lần thứ hai của sân vận động, nhằm tăng sức chứa từ 50.000 lên 150.000 người. Calzolari và Ronca đề xuất ba vòng bổ sung, được sắp xếp theo chiều dọc, của các hàng khán giả. Mười chín đường dốc xoắn ốc - mỗi đường dài 200 mét - cho phép tiếp cận các tầng trên. Trong quá trình xây dựng, đỉnh cao nhất trong ba vòng đã bị bỏ hoang và số lượng khán giả bị giới hạn ở mức 100.000 người. Sau đó vì lý do an ninh, sức chứa đã giảm xuống còn 60.000 chỗ ngồi và 25.000 chỗ đứng.
Vào ngày 2 tháng 3 năm 1980, sân vận động này được đặt tên theo Giuseppe Meazza (1910–1979), một trong những cầu thủ nổi tiếng nhất của bóng đá Milano. Có một thời gian, người hâm mộ Inter gọi sân vận động là Sân vận động Meazza do mối liên hệ chặt chẽ hơn giữa Meazza với Inter (14 năm là cầu thủ, 3 năm làm huấn luyện viên). Tuy nhiên, những năm gần đây cả cổ động viên Inter và Milan đều gọi sân đơn giản là San Siro.
Lần cải tạo lớn cuối cùng cho San Siro, trị giá 60 triệu đô la, là vào năm 1987–1990, cho Giải vô địch bóng đá thế giới 1990. Nó đã được quyết định hiện đại hóa sân vận động bằng cách tăng sức chứa lên 85.000 khán giả và xây dựng một mái che. Chính quyền thành phố Milano đã giao công việc cho các kiến trúc sư Giancarlo Ragazzi và Enrico Hoffer và cho kỹ sư Leo Finzi. Để tăng sức chứa, một vòng thứ ba đã được xây dựng (chỉ ở hai đường cong và ở khán đài phía Tây) nằm trên mười một tháp hỗ trợ được bao quanh bởi các đường dốc xoắn cho phép công chúng tiếp cận. Bốn trong số mười một tháp bê tông này được đặt ở các góc để hỗ trợ một mái nhà mới, có các dầm màu đỏ nhô ra đặc biệt.
Năm 1996, một bảo tàng được mở bên trong sân vận động ghi lại câu chuyện của A.C. Milan và Inter, với những chiếc áo lịch sử, cúp và danh hiệu, giày, đồ vật nghệ thuật và đồ lưu niệm các loại được trưng bày cho du khách.
Hai trận đấu derby Milan tại vòng đấu loại trực tiếp của Champions League đã diễn ra tại San Siro, vào năm 2003 và 2005, với A.C. Milan giành chiến thắng trong cả hai trận đấu. Phản ứng của cổ động viên Inter trước thất bại sắp xảy ra trong trận đấu năm 2005 (ném pháo sáng và các đồ vật khác vào các cầu thủ Milan và buộc trận đấu phải hủy bỏ) khiến câu lạc bộ bị phạt nặng và cấm thi đấu 4 trận đối với những khán giả tham dự các trận đấu ở châu Âu ở đó vào mùa sau.
Ngoài việc được Milan và Inter sử dụng, đội tuyển quốc gia Ý thỉnh thoảng chơi các trận ở đó. Sân cũng đã được sử dụng cho các trận chung kết Cúp C1 châu Âu năm 1965 (Inter thắng), 1970 (Feyenoord thắng), và các trận chung kết UEFA Champions League năm 2001 (FC Bayern München thắng) và 2016 (Real Madrid thắng).
Sân vận động này cũng được sử dụng cho trận lượt về của ba trận chung kết Cúp UEFA mà Inter thi đấu (1991, 1994, 1997) khi các trận chung kết này được thi đấu bằng hai lượt. Sân cũng được Juventus sử dụng cho trận lượt về 'sân nhà' của họ vào năm 1995 khi họ quyết định không chơi các trận đấu lớn nhất tại Sân vận động Alpi của chính họ vào thời điểm đó. Trong mỗi dịp, ngoài năm 1991, trận lượt về được diễn ra tại San Siro và những người chiến thắng đã nâng cúp ở đó. Tuy nhiên, sân vận động này vẫn chưa được chọn làm sân vận động đăng cai kể từ khi giải đấu chuyển sang thể thức chung kết một trận đấu vào năm 1997-98.
San Siro chưa bao giờ tổ chức một trận chung kết của UEFA Cup Winners' Cup, nhưng là sân vận động đăng cai của Cúp Latin 1951, một sự kiện bốn đội mà A.C. Milan đã vô địch. Thành phố cũng là địa điểm tổ chức giải Cúp Latin năm 1956 (Milan cũng vô địch), nhưng các trận đấu đó được diễn ra tại Arena Civica.
Trong bối cảnh đại dịch COVID-19 tại Ý, vào ngày 25 tháng 3, hãng tin AP đã gọi trận đấu UEFA Champions League giữa câu lạc bộ Bergamo Atalanta B.C. và câu lạc bộ Tây Ban Nha Valencia tại San Siro vào ngày 19 tháng 2 là "Game Zero". Trận đấu là lần đầu tiên Atalanta tiến vào vòng 16 đội Champions League, và có hơn 40.000 người dự khán - khoảng 1/3 dân số Bergamo. Đến ngày 24 tháng 3, gần 7.000 người ở tỉnh Bergamo đã có kết quả xét nghiệm dương tính với COVID-19, và hơn 1.000 người đã chết vì virus - khiến Bergamo trở thành tỉnh bị ảnh hưởng nặng nề nhất trên toàn nước Ý trong thời kỳ đại dịch.

### Thay thế tiềm năng
Vào ngày 24 tháng 6 năm 2019, AC Milan và Internazionale đã công bố ý định xây dựng một sân vận động mới để thay thế San Siro. Sân vận động mới có sức chứa 60.000 người, sẽ được xây dựng bên cạnh San Siro, dự kiến trị giá 800 triệu đô la Mỹ và sẽ sẵn sàng cho mùa giải 2022-23. Thiết kế của sân vận động mới được cho là dựa trên Sân vận động Mercedes-Benz ở Atlanta, Georgia, Hoa Kỳ.
Giuseppe Sala, Thị trưởng hiện tại của Milano, đồng thời là lãnh đạo của Milan đã yêu cầu thời gian và nhấn mạnh rằng sân San Siro sẽ được giữ lại ít nhất cho đến khi Thế vận hội Mùa đông 2026 và Paralympic Mùa đông 2026 được tổ chức tại Milano và Cortina d'Ampezzo. Dự án được đề xuất cũng vấp phải sự hoài nghi và phản đối của một số cổ động viên của cả hai đội.
Vào ngày 26 tháng 9 năm 2019, A.C. Milan và Internazionale đã phát hành hai thiết kế tiềm năng cho sân vận động mới bên cạnh mặt sân ban đầu, dự kiến được đặt tên là Sân vận động Milano mới, do Populous và MANICA thiết kế. Vào ngày 22 tháng 5 năm 2020, cơ quan quản lý di sản của Ý đã không phản đối việc phá hủy San Siro.

## Các trận đấu bóng đá quốc tế

### World Cup 1934
Sân vận động là một trong những địa điểm lớn nhất của Giải vô địch bóng đá thế giới 1934 và đã tổ chức ba trận đấu.
| Ngày                | Giờ   | Đội     | Kết quả | Đội       | Vòng    |
| ------------------- | ----- | ------- | ------- | --------- | ------- |
| 27 tháng 5 năm 1934 | 16:30 | Thụy Sĩ | 3 - 2   | Hà Lan    | Vòng 1  |
| 31 tháng 5 năm 1934 | 16:30 | Đức     | 2 - 1   | Thụy Điển | Tứ kết  |
| 3 tháng 6 năm 1934  | 16:30 | Ý       | 1 - 0   | Áo        | Bán kết |

### Euro 1980
Sân vận động San Siro được tổ chức 3 trận đấu tại Euro 1980, đều là các trận đấu ở vòng bảng.
| Ngày                | Giờ   | Đội         | Kết quả | Đội         | Vòng   |
| ------------------- | ----- | ----------- | ------- | ----------- | ------ |
| 12 tháng 6 năm 1980 | 20:30 | Tây Ban Nha | 0 - 0   | Ý           | Bảng B |
| 15 tháng 6 năm 1980 | 17:45 | Bỉ          | 2 - 1   | Tây Ban Nha | Bảng B |
| 17 tháng 6 năm 1980 | 17:45 | Hà Lan      | 1 - 1   | Tiệp Khắc   | Bảng A |

### World Cup 1990
Sân vận động San Siro tổ chức 6 trận đấu của World Cup 1990, bao gồm 4 trận ở vòng bảng, 1 trận ở vòng 16 đội và 1 trận tứ kết.
| Ngày                | Giờ   | Đội       | Kết quả | Đội      | Vòng                   |
| ------------------- | ----- | --------- | ------- | -------- | ---------------------- |
| 8 tháng 6 năm 1990  | 18:00 | Argentina | 0 - 1   | Cameroon | Bảng B (trận khai mạc) |
| 10 tháng 6 năm 1990 | 21:00 | Tây Đức   | 4 - 1   | Nam Tư   | Bảng D                 |
| 15 tháng 6 năm 1990 | 21:00 | Tây Đức   | 5 - 1   | UAE      | Bảng D                 |
| 19 tháng 6 năm 1990 | 17:00 | Tây Đức   | 1 - 1   | Colombia | Bảng D                 |
| 24 tháng 6 năm 1990 | 21:00 | Tây Đức   | 2 - 1   | Hà Lan   | Vòng 16 đội            |
| 1 tháng 7 năm 1990  | 17:00 | Tiệp Khắc | 0 - 1   | Tây Đức  | Tứ kết                 |

### Vòng loại EURO 2008
| Ngày               | Giờ   | Đội | Kết quả | Đội  | Vòng   | Khán giả |
| ------------------ | ----- | --- | ------- | ---- | ------ | -------- |
| 8 tháng 9 năm 2007 | 20:50 | Ý   | 0 - 0   | Pháp | Bảng B | 80.000   |

### Vòng loại EURO 2016
| Ngày                 | Giờ   | Đội | Kết quả | Đội     | Vòng   | Khán giả |
| -------------------- | ----- | --- | ------- | ------- | ------ | -------- |
| 16 tháng 11 năm 2014 | 20:45 | Ý   | 1 - 1   | Croatia | Bảng H | 63.122   |

### Vòng loại EURO 2024
| Ngày                | Giờ   | Đội | Kết quả | Đội     | Vòng   | Khán giả |
| ------------------- | ----- | --- | ------- | ------- | ------ | -------- |
| 12 tháng 9 năm 2023 | 20:45 | Ý   | 2 - 1   | Ukraina | Bảng C | 58.386   |

## Những môn thể thao khác

### Quyền Anh
San Siro từng là địa điểm cho trận đấu quyền Anh giữa Duilio Loi và Carlos Ortiz trong trận tranh danh hiệu vô địch hạng nhẹ năm 1960.

### Rugby union
Trận đấu rugby union đầu tiên và duy nhất cho đến nay diễn ra tại San Siro là trận đấu test giữa Ý và New Zealand vào tháng 11 năm 2009. 80.000 khán giả đã theo dõi sự kiện này, một kỷ lục đối với bóng bầu dục Ý.
| Year | Thời gian   | Trận đấu | Quốc gia | Kết quả | Quốc gia    | Khán giả |
| ---- | ----------- | -------- | -------- | ------- | ----------- | -------- |
| 2009 | 14 tháng 11 | Giao hữu | Ý        | 6–20    | New Zealand | 80.000   |

## Buổi hòa nhạc
Ngoài bóng đá, San Siro có thể được thiết kế để tổ chức nhiều sự kiện khác, đặc biệt là các buổi hòa nhạc lớn.
| Ngày                                                  | Người biểu diễn                  | Mở màn                             | Chuyến lưu diễn/Sự kiện            | Khán giả | Ghi chú |
| ----------------------------------------------------- | -------------------------------- | ---------------------------------- | ---------------------------------- | -------- | --- |
| 27 tháng 6 năm 1980                                   | Bob Marley & The Wailers         | Pino Daniele                       | Uprising Tour                      |          | |
| 15 tháng 7 năm 1980                                   | Nhiều nghệ sĩ                    |                                    | La Carovana del Mediterraneo       |          | |
| 19 tháng 7 năm 1980                                   | Edoardo Bennato                  |                                    | Sono Solo Canzonette               |          | |
| 29 tháng 6 năm 1984                                   | Bob Dylan                        | Santana Pino Daniele               | Bob Dylan 1984 European Tour       |          | |
| 21 tháng 6 năm 1985                                   | Bruce Springsteen                |                                    | Born in the U.S.A. Tour            | 65.000   | |
| 13 tháng 7 năm 1986                                   | Nhiều nghệ sĩ                    |                                    | Milano Suono Festival 1986         |          | |
| 16 tháng 7 năm 1986                                   | Nhiều nghệ sĩ                    |                                    | Milano Suono Festival 1986         |          | |
| 17 tháng 7 năm 1986                                   | Nhiều nghệ sĩ                    |                                    | Milano Suono Festival 1986         |          | |
| 18 tháng 7 năm 1986                                   | Nhiều nghệ sĩ                    |                                    | Milano Suono Festival 1986         |          | |
| 19 tháng 7 năm 1986                                   | Nhiều nghệ sĩ                    |                                    | Milano Suono Festival 1986         |          | |
| 20 tháng 6 năm 1986                                   | Nhiều nghệ sĩ                    |                                    | Milano Suono Festival 1986         |          | |
| 15 tháng 5 năm 1987                                   | Genesis                          | Paul Young                         | Invisible Touch Tour               |          | |
| 5 tháng 6 năm 1987                                    | Duran Duran                      |                                    | Strange Behaviour Tour             |          | |
| 10 tháng 6 năm 1987                                   | David Bowie                      |                                    | Glass Spider Tour                  | 70.000   | |
| 10 tháng 7 năm 1990                                   | Vasco Rossi                      | Ladri di Biciclette Casino Royale  | Fronte del Palco Tour 1990         |          | |
| 28 tháng 5 năm 1992                                   | Antonello Venditti               |                                    | Alta marea Tour                    |          | |
| 4 tháng 7 năm 1994                                    | Al Bano Romina Power             |                                    |                                    |          | |
| 7 tháng 7 năm 1995                                    | Vasco Rossi                      |                                    | Rock Sotto Assedio                 |          | |
| 8 tháng 7 năm 1995                                    | Vasco Rossi                      |                                    | Rock Sotto Assedio                 |          | |
| 15 tháng 6 năm 1996                                   | Vasco Rossi                      |                                    | Nessun Pericolo Per Te Tour        |          | |
| 18 tháng 6 năm 1997                                   | Michael Jackson                  | B-Nario Paola e Chiara             | HIStory World Tour                 | 65.000   | |
| 28 tháng 6 năm 1997                                   | Ligabue                          |                                    | Il Bar Mario è Aperto              |          | |
| 29 tháng 6 năm 1997                                   | Ligabue                          |                                    | Il Bar Mario è Aperto              |          | |
| 22 tháng 5 năm 1998                                   | Eros Ramazzotti                  |                                    | Eros World Tour                    |          | |
| 9 tháng 7 năm 1998                                    | Claudio Baglioni                 |                                    | Da me a te                         |          | |
| 5 tháng 7 năm 2002                                    | Ligabue                          |                                    | Fuori Come Va Tour                 |          | |
| 6 tháng 7 năm 2002                                    | Ligabue                          |                                    | Fuori Come Va Tour                 |          | |
| 10 tháng 6 năm 2003                                   | The Rolling Stones               | The Cranberries                    | Licks Tour                         |          | |
| 28 tháng 6 năm 2003                                   | Bruce Springsteen                |                                    | The Rising Tour                    |          | |
| 1 tháng 7 năm 2003                                    | Claudio Baglioni                 |                                    | Tutto in un abbraccio              |          | |
| 4 tháng 7 năm 2003                                    | Vasco Rossi                      |                                    | Vasco @ S.Siro 03                  |          | |
| 5 tháng 7 năm 2003                                    | Vasco Rossi                      | Irene Grandi                       | Vasco @ S.Siro 03                  |          | |
| 8 tháng 7 năm 2003                                    | Vasco Rossi                      | Anouk                              | Vasco @ S.Siro 03                  |          | |
| 29 tháng 5 năm 2004                                   | Renato Zero                      |                                    | Cattura il sogno                   |          | |
| 8 tháng 6 năm 2004                                    | Red Hot Chili Peppers            | The Roots                          | Roll on the Red Tour               |          | |
| 12 tháng 6 năm 2004                                   | Vasco Rossi                      | Simone Tomassini                   | Buoni o Cattivi Tour 2004          |          | |
| 13 tháng 6 năm 2004                                   | Vasco Rossi                      |                                    | Buoni o Cattivi Tour 2004          |          | |
| 20 tháng 7 năm 2005                                   | U2                               | Ash Feeder                         | Vertigo Tour                       | 137.427  | Các phần của buổi hòa nhạc được quay và thu âm cho album trực tiếp của nhóm và bộ phim hòa nhạc U2.COMmunication và Vertigo 05: Live from Milan. |
| 21 tháng 7 năm 2005                                   | U2                               | Ash Feeder                         | Vertigo Tour                       | 137.427  | Các phần của buổi hòa nhạc được quay và thu âm cho album trực tiếp của nhóm và bộ phim hòa nhạc U2.COMmunication và Vertigo 05: Live from Milan. |
| 27 tháng 5 năm 2006                                   | Ligabue                          |                                    | Nome e Cognome Tour                |          | |
| 11 tháng 7 năm 2006                                   | The Rolling Stones               | Bo Diddley Feeder                  | A Bigger Bang                      | 56.175   | |
| 22 tháng 7 năm 2006                                   | Robbie Williams                  |                                    | Close Encounters Tour              |          | |
| 2 tháng 6 năm 2007                                    | Laura Pausini                    |                                    | Io Canto Tour                      |          | |
| 9 tháng 6 năm 2007                                    | Renato Zero                      |                                    | MpZero                             |          | |
| 21 tháng 6 năm 2007                                   | Vasco Rossi                      |                                    | Vasco Live 2007                    |          | |
| 22 tháng 6 năm 2007                                   | Vasco Rossi                      |                                    | Vasco Live 2007                    |          | |
| 30 tháng 6 năm 2007                                   | Biagio Antonacci                 | Nomadi                             | Vicky Love Tour                    |          | |
| 31 tháng 5 năm 2008                                   | Negramaro                        |                                    | La Finestra Tour                   |          | |
| 6 tháng 6 năm 2008                                    | Vasco Rossi                      |                                    | Il Mondo Che Vorrei Live Tour 2008 |          | |
| 7 tháng 6 năm 2008                                    | Vasco Rossi                      |                                    | Il Mondo Che Vorrei Live Tour 2008 |          | |
| 14 tháng 6 năm 2008                                   | Zucchero                         |                                    | All the Best                       |          | |
| 25 tháng 6 năm 2008                                   | Bruce Springsteen                |                                    | Magic Tour                         | 59.821   | |
| 4 tháng 7 năm 2008                                    | Ligabue                          |                                    | Elle-Elle Live 2008                |          | |
| 5 tháng 7 năm 2008                                    | Ligabue                          |                                    | Elle-Elle Live 2008                |          | |
| 18 tháng 6 năm 2009                                   | Depeche Mode                     | Dolcenera M83                      | Tour of the Universe               | 57.544   | Buổi hòa nhạc được thu âm cho dự án album trực tiếp Recording the Universe của nhóm.                                                             |
| 21 tháng 6 năm 2009                                   | Nhiều nghệ sĩ                    |                                    | Amiche per l'Abruzzo               |          | |
| 7 tháng 7 năm 2009                                    | U2                               | Snow Patrol                        | U2 360° Tour                       | 153.806  | |
| 8 tháng 7 năm 2009                                    | U2                               | Snow Patrol                        | U2 360° Tour                       | 153.806  | Các màn trình diễn của Breathe và Electrical Storm được thu âm cho album trực tiếp From the Ground Up: Edge's Picks from U2360° của nhóm.        |
| 14 tháng 7 năm 2009                                   | Madonna                          |                                    | Sticky & Sweet Tour                | 55.338   | |
| 8 tháng 6 năm 2010                                    | Muse                             | Calibro 35 Friendly Fires Kasabian | The Resistance Tour                | 60.000   | |
| 16 tháng 7 năm 2010                                   | Ligabue                          | Margot                             | Arrivederci Mostro                 |          | |
| 17 tháng 7 năm 2010                                   | Ligabue                          |                                    | Arrivederci Mostro                 |          | |
| 16 tháng 6 năm 2011                                   | Vasco Rossi                      |                                    | Vasco Live Kom '011                |          | |
| 17 tháng 6 năm 2011                                   | Vasco Rossi                      |                                    | Vasco Live Kom '011                |          | |
| 21 tháng 6 năm 2011                                   | Vasco Rossi                      |                                    | Vasco Live Kom '011                |          | |
| 22 tháng 6 năm 2011                                   | Vasco Rossi                      |                                    | Vasco Live Kom '011                |          | |
| 12 tháng 7 năm 2011                                   | Take That                        | Pet Shop Boys                      | Progress Live                      |          | |
| 7 tháng 6 năm 2012                                    | Bruce Springsteen                |                                    | Wrecking Ball World Tour           | 57.149   | |
| 14 tháng 6 năm 2012                                   | Madonna                          | Martin Solveig                     | The MDNA Tour                      | 53.244   | |
| 3 tháng 6 năm 2013                                    | Bruce Springsteen                |                                    | Wrecking Ball World Tour           | 56.670   | |
| 19 tháng 6 năm 2013                                   | Jovanotti                        |                                    | Backup Tour                        |          | |
| 20 tháng 6 năm 2013                                   | Jovanotti                        |                                    | Backup Tour                        |          | |
| 29 tháng 6 năm 2013                                   | Bon Jovi                         |                                    | Because We Can                     | 51.531   | |
| 13 tháng 7 năm 2013                                   | Negramaro                        |                                    | Una storia semplice Tour 2013      |          | |
| 18 tháng 7 năm 2013                                   | Depeche Mode                     | Motel Connection Chvrches          | The Delta Machine Tour             | 57.919   | |
| 31 tháng 7 năm 2013                                   | Robbie Williams                  | Olly Murs                          | Take The Crown Stadium Tour        |          | |
| 31 tháng 5 năm 2014                                   | Biagio Antonacci                 |                                    | Palco Antonacci 2014               |          | |
| 6 tháng 6 năm 2014                                    | Ligabue                          |                                    | Mondovisione Tour: Stadi 2014      |          | |
| 7 tháng 6 năm 2014                                    | Ligabue                          |                                    | Mondovisione Tour: Stadi 2014      |          | |
| 20 tháng 6 năm 2014                                   | Pearl Jam                        |                                    | Lightning Bolt Tour                |          | |
| 28 tháng 6 năm 2014                                   | One Direction                    | 5 Seconds of Summer                | Where We Are Tour                  | 115.931  | Các buổi hòa nhạc được ghi lại cho bộ phim hòa nhạc One Direction: Where We Are - The Concert Film của nhóm.                                     |
| 29 tháng 6 năm 2014                                   | One Direction                    | 5 Seconds of Summer                | Where We Are Tour                  | 115.931  | Các buổi hòa nhạc được ghi lại cho bộ phim hòa nhạc One Direction: Where We Are - The Concert Film của nhóm.                                     |
| 4 tháng 7 năm 2014                                    | Vasco Rossi                      |                                    | Vasco Live Kom '014                |          | |
| 5 tháng 7 năm 2014                                    | Vasco Rossi                      |                                    | Vasco Live Kom '014                |          | |
| 9 tháng 7 năm 2014                                    | Vasco Rossi                      |                                    | Vasco Live Kom '014                |          | |
| 10 tháng 7 năm 2014                                   | Vasco Rossi                      |                                    | Vasco Live Kom '014                |          | |
| 19 tháng 7 năm 2014                                   | Modà                             |                                    | Stadi Tour 2014                    |          | |
| 17 tháng 6 năm 2015                                   | Vasco Rossi                      |                                    | Vasco Live Kom '015                |          | |
| 18 tháng 6 năm 2015                                   | Vasco Rossi                      |                                    | Vasco Live Kom '015                |          | |
| 25 tháng 6 năm 2015                                   | Jovanotti                        |                                    | Lorenzo Negli Stadi 2015           |          | |
| 26 tháng 6 năm 2015                                   | Jovanotti                        |                                    | Lorenzo Negli Stadi 2015           |          | |
| 27 tháng 6 năm 2015                                   | Jovanotti                        |                                    | Lorenzo Negli Stadi 2015           |          | |
| 4 tháng 7 năm 2015                                    | Tiziano Ferro                    |                                    | Lo stadio Tour 2015                |          | |
| 5 tháng 7 năm 2015                                    | Tiziano Ferro                    |                                    | Lo stadio Tour 2015                |          | |
| 4 tháng 6 năm 2016                                    | Laura Pausini                    |                                    | Simili Tour                        | 100.388  | |
| 5 tháng 6 năm 2016                                    | Laura Pausini                    |                                    | Simili Tour                        | 100.388  | |
| 10 tháng 6 năm 2016                                   | Pooh                             |                                    | L'ultima notte insieme             |          | |
| 11 tháng 6 năm 2016                                   | Pooh                             |                                    | L'ultima notte insieme             |          | |
| 18 tháng 6 năm 2016                                   | Modà                             |                                    | Passione Maledetta Tour 2016       |          | |
| 19 tháng 6 năm 2016                                   | Modà                             |                                    | Passione Maledetta Tour 2016       |          | |
| 3 tháng 7 năm 2016                                    | Bruce Springsteen                |                                    | The River Tour 2016                | 104.646  | |
| 5 tháng 7 năm 2016                                    | Bruce Springsteen                |                                    | The River Tour 2016                | 104.646  | |
| 13 tháng 7 năm 2016                                   | Rihanna                          | Big Sean DJ Mustard                | Anti World Tour                    | 53.000   | |
| 18 tháng 7 năm 2016                                   | Beyoncé                          | Chloe x Halle Sophie Beem          | The Formation World Tour           | 54.313   | |
| 9 tháng 6 năm 2017                                    | Davide Van De Sfroos             |                                    |                                    |          | |
| 16 tháng 6 năm 2017                                   | Tiziano Ferro                    |                                    | Il Mestiere della Vita Tour        |          | |
| 17 tháng 6 năm 2017                                   | Tiziano Ferro                    |                                    | Il Mestiere della Vita Tour        |          | |
| 19 tháng 6 năm 2017                                   | Tiziano Ferro                    |                                    | Il Mestiere della Vita Tour        |          | |
| 27 tháng 6 năm 2017                                   | Depeche Mode                     | Algiers                            | Global Spirit Tour                 | 54.488   | |
| 3 tháng 7 năm 2017                                    | Coldplay                         | Lyves, Tove Lo                     | A Head Full of Dreams Tour         | 117.307  | |
| 4 tháng 7 năm 2017                                    | Coldplay                         | Tove Lo                            | A Head Full of Dreams Tour         | 117.307  | |
| 1 tháng 6 năm 2018                                    | J-Ax & Fedez                     |                                    | La Finale                          | 79.500   | |
| 20 tháng 6 năm 2018                                   | Cesare Cremonini                 |                                    | Cremonini Stadi 2018               | 56.963   | |
| 27 tháng 6 năm 2018                                   | Negramaro                        |                                    | Amore Che Torni Tour Stadi 2018    |          | |
| 6 tháng 7 năm 2018                                    | Beyoncé Jay-Z                    |                                    | On the Run II Tour                 | 49.051   | |
| 1 tháng 6 năm 2019                                    | Vasco Rossi                      |                                    | Vasco Non Stop Tour 2019           |          | |
| 2 tháng 6 năm 2019                                    | Vasco Rossi                      |                                    | Vasco Non Stop Tour 2019           |          | |
| 6 tháng 6 năm 2019                                    | Vasco Rossi                      |                                    | Vasco Non Stop Tour 2019           |          | |
| 7 tháng 6 năm 2019                                    | Vasco Rossi                      |                                    | Vasco Non Stop Tour 2019           |          | |
| 11 tháng 6 năm 2019                                   | Vasco Rossi                      |                                    | Vasco Non Stop Tour 2019           |          | |
| 12 tháng 6 năm 2019                                   | Vasco Rossi                      |                                    | Vasco Non Stop Tour 2019           |          | |
| 19 tháng 6 năm 2019                                   | Ed Sheeran                       |                                    | ÷ Tour                             | 54.892   | |
| 28 tháng 6 năm 2019                                   | Luciano Ligabue                  |                                    | Start Tour                         |          | |
| 4 tháng 7 năm 2019                                    | Laura Pausini e Biagio Antonacci |                                    | Laura Biagio Stadi Tour 2019       |          | |
| 5 tháng 7 năm 2019                                    | Laura Pausini e Biagio Antonacci |                                    | Laura Biagio Stadi Tour 2019       |          | |
| 12 tháng 7 năm 2019                                   | Muse                             |                                    | Simulation Theory World Tour       | 89.619   | |
| 13 tháng 7 năm 2019                                   | Muse                             |                                    | Simulation Theory World Tour       | 89.619   | |
| Bị hoãn lại cho đến một ngày sau do đại dịch COVID-19 | Tiziano Ferro                    |                                    | TZN Tour 2020                      |          | |
| Bị hoãn lại cho đến một ngày sau do đại dịch COVID-19 | Tiziano Ferro                    |                                    | TZN Tour 2020                      |          | |
| Bị hoãn lại cho đến một ngày sau do đại dịch COVID-19 | Tiziano Ferro                    |                                    | TZN Tour 2020                      |          | |
| Bị hoãn lại cho đến một ngày sau do đại dịch COVID-19 | Salmo                            |                                    | Salmo San Siro                     |          | |
| Bị hoãn lại cho đến một ngày sau do đại dịch COVID-19 | Ultimo                           |                                    | Ultimo Stadi 2020                  |          | |
| Bị hoãn lại cho đến một ngày sau do đại dịch COVID-19 | Ultimo                           |                                    | Ultimo Stadi 2020                  |          | |
| Bị hoãn lại cho đến một ngày sau do đại dịch COVID-19 | Cesare Cremonini                 |                                    | Cesare Cremonini Tour 2020         |          | |
| Bị hoãn lại cho đến một ngày sau do đại dịch COVID-19 | Max Pezzali                      |                                    | San Siro canta Max                 |          | |
| Bị hoãn lại cho đến một ngày sau do đại dịch COVID-19 | Max Pezzali                      |                                    | San Siro canta Max                 |          | |

## Kết nối giao thông
Sân vận động nằm ở phía tây bắc của Milano và có thể đi đến bằng tàu điện ngầm qua ga tàu điện ngầm San Siro chuyên dụng (ở cuối tuyến M5), nằm ngay trước sân vận động, hoặc bằng xe điện, với tuyến 16 kết thúc ngay trước tòa nhà. Ga tàu điện ngầm Lotto (tuyến M1 và tuyến M5) cách San Siro khoảng 15 phút đi bộ.
Các ga lân cận:
| Dịch vụ              | Nhà ga                | Tuyến |
| -------------------- | --------------------- | ----- |
| Tàu điện ngầm Milano | Sân vận động San Siro |       |
| Tàu điện ngầm Milano | San Siro Ippodromo    |       |
| Tàu điện ngầm Milano | Lotto                 |       |